# スティーブン・アンドスカー
スティーブン・アンドスカー（Steven Andskär、1964年10月31日 - ）は、スウェーデン・ストックホルム出身の元レーシングドライバー。

## 経歴[1]
1981年、スウェーデンカート選手権でモーターレーシングのキャリアがスタート。1984年に個人資金でヨーロッパF3選手権の地元スウェーデン開催ラウンドにスポット参戦。スウェーデンF3選手権、イギリスF3選手権へも参戦した。スウェーデン選手権ではランキング5位であった。1985年はノルディックF3選手権、スウェーデンF3選手権、フィンランドF3選手権ではラルト・RT30で優勝を挙げることができたが、より多くの競争があるヨーロッパF3とイギリスF3ではポイント獲得ができなかった。
1985年からは同国の先輩で日本のレースを熟知するエジェ・エルグの協力により、日本でのレース活動を開始。全日本スポーツプロトタイプカー耐久選手権（JSPC）に福井清志代表率いるオートビューレック（後のステラインターナショナル）より参戦した（1988年まで）。
1987年、ロニ・モータースポーツと契約し国際F3000選手権にマーチ・87Bで参戦し、最高位は9位だった。国際F3000には1988年もコブラ・モータースポーツよりスポット参戦するが、選手権ポイントは獲得できなかった。1989年には全日本F3000にSUNDAI SPIRITからスポット参戦したが、フォーミュラへの参戦はそれが最後となった。
JSPCでは1989年にトラスト・レーシングへ移籍。スタンレー・ディケンズ、高橋国光と組みポルシェ962GTiでランキング3位を獲得。トラストとアンドスカーの信頼は確かなもので、1994年までスポーツカーレースではトラストレーシングから参戦した。
ル・マン24時間レースには1989年から7回出場しており、1992年にはNISSO・トラストトヨタ92CVでジョージ・フーシェ、ステファン・ヨハンソンと共にクラス優勝（総合5位）も果たし、総合ではトヨタ・94C-V LMで参戦した1994年に4位フィニッシュの最高成績を残した。
1997年、全日本GT選手権(JGTC)に太田哲也が立ち上げた「チーム・フェラーリ・クラブ・オブ・ジャパン」（TFCJ）から参戦。太田のチームメイトとしてアンデルス・オロフソンとシートをシェアする形でフェラーリ・F355をドライブした。翌1998年も同体制で継続参戦していたが、同年5月3日の富士スピードウェイでの炎上事故（太田が大火傷を負った）によりチームは活動を停止。アンドスカーのレースキャリアもそれが最後となり、以後参戦していない。

## レース戦績

### 国際F3000選手権
| 年     | チーム                   | 1      | 2       | 3      | 4       | 5      | 6       | 7      | 8     | 9       | 10     | 11     | 順位 | ポイント |
| ------ | ------------------------ | ------ | ------- | ------ | ------- | ------ | ------- | ------ | ----- | ------- | ------ | ------ | ---- | -------- |
| 1987年 | ロニ・モータースポーツ   | SIL 14 | VLL DNQ | SPA 20 | PAU DNQ | DON 11 | PER DNQ | BRH 19 | BIR 9 | IMO Ret | BUG 13 | JAR 13 | NC   | 0        |
| 1988年 | コブラ・モータースポーツ | JER    | VLL     | PAU    | SIL 20  | MNZ    | PER     | BRH    | BIR   | BUG     | ZOL    | DIJ    | NC   | 0        |

### 全日本F3000選手権
| 年     | チーム        | シャシー       | エンジン    | タイヤ | 1   | 2   | 3       | 4   | 5   | 6   | 7   | 8   | 順位 | ポイント |
| ------ | ------------- | -------------- | ----------- | ------ | --- | --- | ------- | --- | --- | --- | --- | --- | ---- | -------- |
| 1989年 | SUNDAI SPIRIT | ローラ・T89/50 | 無限・MF308 | D      | SUZ | FSW | MIN Ret | SUZ | SUG | FSW | SUZ | SUZ | NC   | 0        |

### 全日本GT選手権
| 年     | チーム                     | 使用車両         | クラス | 1   | 2     | 3     | 4   | 5   | 6       | 7   | 順位 | ポイント |
| ------ | -------------------------- | ---------------- | ------ | --- | ----- | ----- | --- | --- | ------- | --- | ---- | -------- |
| 1997年 | TEAM FERRARI CULB of JAPAN | フェラーリ・F355 | GT300  | SUZ | FSW   | SEN 9 | FSW | MIN | SUG Ret |     | 27位 | 2        |
| 1998年 | TEAM FERRARI CULB of JAPAN | フェラーリ・F355 | GT300  | SUZ | FSW C | SEN   | FSW | TRM | MIN     | SUG | NC   | 0        |

### ル・マン24時間レース
| 年     | チーム                                            | コ・ドライバー                            | 使用車両           | クラス   | 周回 | 総合順位 | クラス順位 |
| ------ | ------------------------------------------------- | ----------------------------------------- | ------------------ | -------- | ---- | -------- | ---------- |
| 1989年 | リチャード・ロイド・レーシング                    | デヴィッド・ホブス デイモン・ヒル         | ポルシェ・962C GTi | C1       | 228  | DNF      | DNF        |
| 1990年 | トラスト・レーシングチーム                        | ジョージ・フーシェ 粕谷俊二               | ポルシェ・962C     | C1       | 330  | 13位     | 13位       |
| 1991年 | クラージュ・コンペティション トラスト・レーシング | ジョージ・フーシェ                        | ポルシェ・962C     | C2       | 316  | DNF      | DNF        |
| 1992年 | ニッソートラスト・レーシング                      | ステファン・ヨハンソン ジョージ・フーシェ | トヨタ・92C-V      | C2       | 336  | 5位      | 1位        |
| 1993年 | ニッソートラスト・レーシング                      | ジョージ・フーシェ エイエ・エリジュ       | トヨタ・93C-V      | C2       | 358  | 6位      | 2位        |
| 1994年 | ニッソートラスト・レーシング                      | ジョージ・フーシェ ボブ・ウォレク         | トヨタ・94C-V      | LMP1/C90 | 328  | 4位      | 2位        |